# 기왕전 (쇼기)
기왕전(棋王戦)은 교도 통신사 주최의 쇼기 기전으로, 1974년에 일반기전으로서 창설되어, 이듬해 1975년에 타이틀전으로 승격되었다. 도전기 형식의 타이틀전(용왕전, 명인전, 왕위전, 왕좌전, 기왕전, 예왕전, 왕장전, 기성전) 중 하나로 기전서열은 5위이다.

## 방식
예선, 도전자결정토너먼트, 패자부활전, 도전자결정전을 통해 도전자를 선발하며, 기왕과의 도전자 간의 5번기의 승자가 차기 기왕이 된다. 제한시간은 예선부터 5번기까지 전 대국 4시간이다.

### 예선
본선시드자(전기 4강)를 제외한 순위전 B급2조 이하의 기사 전원과 여류명인, 아마추어명인이 8조로 나뉘어 단판 싱글엘리미네이션 방식으로 진행된다. 각 조의 우승자는 도전자결정토너먼트에 진출한다.

### 도전자결정토너먼트
예선통과자 8인과 순위전 B급1조 이상의 기사, 전기 4강 진출자 도합 30여명에 의해 토너먼트 방식으로 진행된다. 전기 4강 진출자(기왕이 실관했을 경우 전 기왕 포함)는 16강부터 등장한다. 8강까지는 단판 싱글엘리미네이션 토너먼트 방식이고, 4강부터는 2패 탈락제로 진행된다. 준결승 패자 2명이 대결하여 그 승자와 결승 패자와의 대결의 승자가 패자부활전 우승자가 된다. 도전자결정토너먼트 우승자와 패자부활전 우승자 간에 변칙 2번기를 통해 도전자를 결정한다. 도전자결정토너먼트 우승자는 1번만 승리하면 도전권을 획득하고, 패자부활전 우승자는 2연승을 해야 도전권을 획득하게 된다.

## 역대 결승 결과
※ 전적은 우승자 기준으로 O = 승, X = 패, 千 = 천일수, 持 = 지쇼기를 나타낸다.
| 회 | 연도 | 우승자            | 전적    | 준우승자                        | 비고                         |
| -- | ---- | ----------------- | ------- | ------------------------------- | ---------------------------- |
| 1  | 1974 | 나이토 쿠니오     | OXO     | 세키네 시게루                   |                              |
| 기 | 연도 | 우승자            | 전적    | 준우승자                        | 비고                         |
| 1  | 1975 | 오오우치 노부유키 | -       | 타카시마 히로미츠 나이토 쿠니오 | 3자리그로 진행               |
| 2  | 1976 | 카토 히후미       | OOO     | 오오우치 노부유키               |                              |
| 3  | 1977 | 카토 히후미       | OOO     | 나카하라 마코토                 |                              |
| 4  | 1978 | 요네나가 쿠니오   | OOXXO   | 카토 히후미                     |                              |
| 5  | 1979 | 나카하라 마코토   | OXOO    | 요네나가 쿠니오                 |                              |
| 6  | 1980 | 요네나가 쿠니오   | OOXO    | 나카하라 마코토                 |                              |
| 7  | 1981 | 요네나가 쿠니오   | OXOXO   | 모리야스 히데미츠               |                              |
| 8  | 1982 | 요네나가 쿠니오   | OOO     | 오오야마 야스하루               |                              |
| 9  | 1983 | 요네나가 쿠니오   | OXOO    | 모리야스 히데미츠               |                              |
| 10 | 1984 | 키리야마 키요즈미 | XOOO    | 요네나가 쿠니오                 |                              |
| 11 | 1985 | 타니가와 코지     | OOO     | 키리야마 키요즈미               |                              |
| 12 | 1986 | 타카하시 미치오   | OXOO    | 타니가와 코지                   |                              |
| 13 | 1987 | 타니가와 코지     | OO持XXO | 타카하시 미치오                 |                              |
| 14 | 1988 | 미나미 요시카즈   | XXOOO   | 타니가와 코지                   |                              |
| 15 | 1989 | 미나미 요시카즈   | OOO     | 오오야마 야스하루               |                              |
| 16 | 1990 | 하부 요시하루     | OOXO    | 미나미 요시카즈                 |                              |
| 17 | 1991 | 하부 요시하루     | XOOO    | 미나미 요시카즈                 |                              |
| 18 | 1992 | 하부 요시하루     | 千XOXOO | 타니가와 코지                   |                              |
| 19 | 1993 | 하부 요시하루     | OOO     | 미나미 요시카즈                 |                              |
| 20 | 1994 | 하부 요시하루     | OOO     | 모리시타 타쿠                   | 하부 영세 기왕 자격 획득     |
| 21 | 1995 | 하부 요시하루     | OOO     | 타카하시 미치오                 |                              |
| 22 | 1996 | 하부 요시하루     | OOO     | 모리시타 타쿠                   |                              |
| 23 | 1997 | 하부 요시하루     | O千OXO  | 고다 마사타카                   |                              |
| 24 | 1998 | 하부 요시하루     | OOO     | 사토 야스미츠                   |                              |
| 25 | 1999 | 하부 요시하루     | OXOO    | 모리우치 토시유키               |                              |
| 26 | 2000 | 하부 요시하루     | OOXO    | 쿠보 토시아키                   |                              |
| 27 | 2001 | 하부 요시하루     | XOOO    | 사토 야스미츠                   |                              |
| 28 | 2002 | 마루야마 타다히사 | XXOOO   | 하부 요시하루                   |                              |
| 29 | 2003 | 타니가와 코지     | OXOO    | 마루야마 타다히사               |                              |
| 30 | 2004 | 하부 요시하루     | OOO     | 타니가와 코지                   |                              |
| 31 | 2005 | 모리우치 토시유키 | OOXO    | 하부 요시하루                   |                              |
| 32 | 2006 | 사토 야스미츠     | OXOXO   | 모리우치 토시유키               |                              |
| 33 | 2007 | 사토 야스미츠     | XOXOO   | 하부 요시하루                   |                              |
| 34 | 2008 | 쿠보 토시아키     | OOXXO   | 사토 야스미츠                   |                              |
| 35 | 2009 | 쿠보 토시아키     | XOXOO   | 사토 야스미츠                   |                              |
| 36 | 2010 | 쿠보 토시아키     | OXOO    | 와타나베 아키라                 |                              |
| 37 | 2011 | 고다 마사타카     | XOOO    | 쿠보 토시아키                   |                              |
| 38 | 2012 | 와타나베 아키라   | XOOO    | 고다 마사타카                   |                              |
| 39 | 2013 | 와타나베 아키라   | OOO     | 미우라 히로유키                 |                              |
| 40 | 2014 | 와타나베 아키라   | OOO     | 하부 요시하루                   |                              |
| 41 | 2015 | 와타나베 아키라   | OXOO    | 사토 아마히코                   |                              |
| 42 | 2016 | 와타나베 아키라   | XOXOO   | 치다 쇼타                       | 와타나베 영세 기왕 자격 획득 |
| 43 | 2017 | 와타나베 아키라   | OXOXO   | 나가세 타쿠야                   |                              |
| 44 | 2018 | 와타나베 아키라   | OOXO    | 히로세 아키히토                 |                              |
| 45 | 2019 | 와타나베 아키라   | OXOO    | 혼다 케이                       |                              |
| 46 | 2020 | 와타나베 아키라   | XOOO    | 이토다니 테츠로                 |                              |